# Calcio ai V Giochi panamericani

La quinta edizione del torneo di calcio ai Giochi panamericani si è svolta a Winnipeg, in Canada, dal 24 luglio al 3 agosto 1967. Viene inaugurato il nuovo formato, comprendente due gironi da quattro squadre: due affiliate alla CONMEBOL e sei alla CONCACAF. A vincere è il Messico, che supera in finale le Bermuda.

## Incontri

### Gruppo A
| Squadra           | P | G | V | N | S | GF | GS | DR  |
| ----------------- | - | - | - | - | - | -- | -- | --- |
| Trinidad e Tobago | 5 | 3 | 2 | 1 | 0 | 7  | 3  | +4  |
| Messico           | 4 | 3 | 1 | 2 | 0 | 6  | 3  | +3  |
| Argentina         | 3 | 3 | 1 | 1 | 1 | 7  | 3  | +4  |
| Colombia          | 0 | 3 | 0 | 0 | 3 | 2  | 13 | −11 |

| Trinidad e Tobago | 1–1 | Messico   |
| Argentina         | 5–0 | Colombia  |
| Trinidad e Tobago | 1–0 | Argentina |
| Messico           | 3–0 | Colombia  |
| Trinidad e Tobago | 5–2 | Colombia  |
| Messico           | 2–2 | Argentina |

### Gruppo B
| Squadra     | P | G | V | N | S | GF | GS | DR |
| ----------- | - | - | - | - | - | -- | -- | -- |
| Canada      | 5 | 3 | 2 | 1 | 0 | 6  | 4  | +2 |
| Bermuda     | 4 | 3 | 1 | 2 | 0 | 10 | 6  | +4 |
| Stati Uniti | 2 | 3 | 1 | 0 | 2 | 6  | 10 | −4 |
| Cuba        | 1 | 3 | 0 | 1 | 2 | 3  | 5  | −2 |

| Canada      | 2–2 | Bermuda     |
| Stati Uniti | 2–1 | Cuba        |
| Canada      | 2–1 | Stati Uniti |
| Bermuda     | 1–1 | Cuba        |
| Canada      | 2–1 | Cuba        |
| Bermuda     | 7–3 | Stati Uniti |

### Semifinali
| Winnipeg 1º agosto 1967 | Trinidad e Tobago | 1 – 3 | Bermuda |  |

| Arbitro: | Landaguer |

|          |           |                      |
| Bairo 5’ | Marcatori | 36’ Pereda 4?’ Dosal |

### 3º-4º posto
| Winnipeg 2 agosto 1967, ore 19:30 | Trinidad e Tobago | 4 – 1 | Canada |  |

### Finale
| Arbitro: | Morgan |

| |            | |
| Pereda 91’ 99’ 106’ Lapuente 116’ | Marcatori  | |
| · Vargas P · Alejándrez D · Pulido D · Albert D · Pérez D · Regueiro C · Dosal C · Bustos A · Alvarado A · Estrada A · Lapuente A · Pereda A · Cerda Canela A | Formazioni | · P Wainwright · D Minors · D Romaine · D Smith · D Daniels · C Cann · C Smith · A Darrell · A Cann · A Best · A Dill · A Douglas · A Simmons |

### Vincitore
| Vincitore              |
| ---------------------- |
| Messico Medaglia d'oro |